# Le avventure del barone di Munchausen (film 1988)
Le avventure del barone di Munchausen (The Adventures of Baron Munchausen) è un film del 1988 diretto da Terry Gilliam. È una commedia fantastica liberamente tratta dalla raccolta di racconti omonima curata da Rudolf Erich Raspe. Considerato uno dei più grandi fiaschi commerciali della storia del cinema, è stato tuttavia accolto in maniera positiva dalla critica specializzata.
È il terzo film della cosiddetta "trilogia dell'immaginazione", completata dai precedenti I banditi del tempo (1981) e Brazil (1985).

## Trama
(Barone di Münchhausen)
Una città immaginaria sul mare è assediata dai Turchi; nonostante ciò, all'interno di un piccolo teatro, una compagnia sta recitando con non poche difficoltà, le fantastiche avventure di un nobile cavaliere: Karl Friedrich Hieronymus von Münchhausen. Dietro le quinte, il funzionario della città Orazio Jackson rafforza l'impegno della città alla ragione ordinando l'esecuzione di un soldato che aveva compiuto un'impresa dal coraggio quasi sovrumano, sostenendo che demoralizzava gli altri soldati.
Intanto allo spettacolo si presenta un ambiguo signore anziano con un levriero che dichiara di essere il "vero" Barone Münchhausen e interrompe la recita protestando per le inesattezze. Il vero barone narra così a tutti i presenti e a Jackson una sua avventura nella quale lui era in pericolo per una scommessa di vita o morte contro il Gran Re Turco, dove fu salvato dai suoi fidi compagni: Berthold (dalla velocità incredibile), Adolphus (un fuciliere dalla vista acutissima), Gustavus (un nanetto che possiede un udito finissimo e la capacità di soffiare così forte da travolgere interi eserciti) e Albrecht (dotato di una forza sovraumana). Il Barone sostiene di poter fermare l'invasione dei Turchi poiché il sultano gli vuole tagliare la testa per aver perso.
Quando il fuoco dei Turchi interrompe lo spettacolo, il vecchio Barone si nasconde con l'intenzione di suicidarsi ma viene fermato dalla piccola Sally Salt che, entusiasta dei racconti, lo convince a rimanere in vita affinché salvi la città. Il Barone, dopo aver dato prova di essere autentico facendosi sparare per sbaglio con una palla di cannone, decide di salvare la città dai Turchi, ma afferma di avere bisogno di ritrovare i suoi straordinari compagni. Così, il Barone fa costruire una mongolfiera fatta interamente di biancheria intima da donna e vola dalla città, insieme a Sally, salita clandestinamente.
Dopo una notte tempestosa che distrugge la mongolfiera, i due si ritrovano sulla Luna. Qui il Barone ringiovanisce e ritrova Berthold, ma fa arrabbiare il Re della Luna per via di un vecchio triangolo d'amore in passato tra lui e la Regina della Luna. Così, dopo una folle fuga, il trio ritorna sulla Terra precipitando nel cratere dell'Etna finendo nelle viscere del mondo. Qui vengono accolti dal dio Vulcano che li ospita nella sua dimora dove ritrovano Albrecht, ridotto a fare il cameriere del dio.
Il Barone in seguito esegue un romantico valzer con la moglie di Vulcano, la dea Venere, ma i due vengono scoperti dal dio Vulcano, che furioso spedisce il Barone e i suoi amici nel Mar del sud. Qui vengono ingoiati da un gigantesco mostro marino, dove al suo interno il Barone ritrova Gustavus, Adolphus e il fido destriero Bucefalo. Il Barone (che è tornato vecchio perché "È stato un brusco risveglio da uno stato di estasi"), soffia della polvere di tabacco, così il gruppo viene starnutito fuori dal mostro marino ritrovandosi sulla terraferma. Il Barone prova a sconfiggere i Turchi, ma i suoi amici sono troppo vecchi e stanchi per poter combattere.
Proprio quando tutto sembra perduto e Münchausen sta per essere giustiziato dal vendicativo Re Turco, gli amici del Barone lo salvano, sforzandosi per l'ultima volta e dopo un'epica battaglia, sconfiggono i Turchi. Durante la parata celebrativa, però, il Barone viene fucilato da Jackson. In seguito si celebra il triste funerale pubblico del Barone, ma questo finale si rivela la fine del racconto che il vecchio Barone sta narrando, spiegando che era una delle "innumerevoli occasioni in cui moriva".
In un enigmatico epilogo, sembrerebbe che la città sia stata salvata veramente dalla battaglia del Barone e dei suoi fantastici compagni (che sembra più un racconto che la realtà del film). Il film si chiude con il Barone che sale trionfante in cielo con il suo cane attraverso un raggio di luce a cavallo di Bucefalo.

## Produzione
Il film è stato girato a Belchite, in Spagna, e agli studi di Cinecittà, a Roma, tra il 21 settembre 1987 e il 1º marzo 1988.
Nel film il ruolo di protagonista era di John Neville; in ruoli secondari Uma Thurman, Eric Idle, Oliver Reed, Jonathan Pryce, Valentina Cortese e, accreditato come Ray D. Tutto, Robin Williams. Il cantante Sting appare in un cameo nelle prime scene, impersonando un eroico ufficiale, condannato alla fucilazione per eccesso di eroismo.
La travagliata produzione del film è stata caratterizzata dagli scontri tra il regista e la casa cinematografica. Il budget, originariamente previsto per i 23.5 milioni, crebbe fino a toccare la cifra di 46.63 milioni di dollari (il doppio di quanto preventivato), che lo resero all'epoca una delle produzioni più costose di sempre. La Columbia Pictures investì pochi soldi nella promozione del film, permettendogli a malapena di raggiungere gli 8 milioni di dollari al botteghino, per una perdita stimata di circa 38 milioni.

## Accoglienza
Nonostante i problemi di produzione, il film venne accolto con critiche positive. Sul sito Rotten Tomatoes registra una valutazione pari a 92% basata su 51 recensioni professionali, con un punteggio medio di 7.3/10.
Roger Ebert diede al film un giudizio di tre stelle su quattro, commentando:
Richard Corliss del Time scrisse invece:

## Riconoscimenti
- 1990 - Premio Oscar
  - Nomination Migliore scenografia a Dante Ferretti e Francesca Lo Schiavo
  - Nomination Migliori costumi a Gabriella Pescucci
  - Nomination Miglior trucco a Maggie Weston e Fabrizio Sforza
  - Nomination Migliori effetti speciali a Richard Conway e Kent Houston
- 1990 - Premio BAFTA
  - Migliore scenografia a Dante Ferretti
  - Migliori costumi a Gabriella Pescucci
  - Miglior trucco a Maggie Weston e Fabrizio Sforza
  - Nomination Migliori effetti speciali a Richard Conway e Kent Houston
- 1991 - Saturn Award
  - Nomination Miglior film fantasy a Thomas Schühly
  - Nomination Migliori effetti speciali a Richard Conway e Kent Houston
  - Nomination Migliori costumi a Gabriella Pescucci
  - Nomination Miglior trucco a Maggie Weston e Fabrizio Sforza
- 1990 - Ciak d'oro
  - Migliore scenografia a Dante Ferretti e Francesca Lo Schiavo[7]
  - Migliori costumi a Gabriella Pescucci[7]